# Arsenura polyodonta
Arsenura polyodonta är en fjärilsart som beskrevs av Jordan 1911. Arsenura polyodonta ingår i släktet Arsenura och familjen påfågelsspinnare. Inga underarter finns listade i Catalogue of Life.